# قالی قم
قالی قم گونه‌ای قالی ایرانی و از صنایع دستی است که از حدود صد سال پیش تا به امروز تولید می‌شود. صنعت قالی قم عمدتاً به دلیل بافت قالی ابریشم شناخته‌شده‌است.

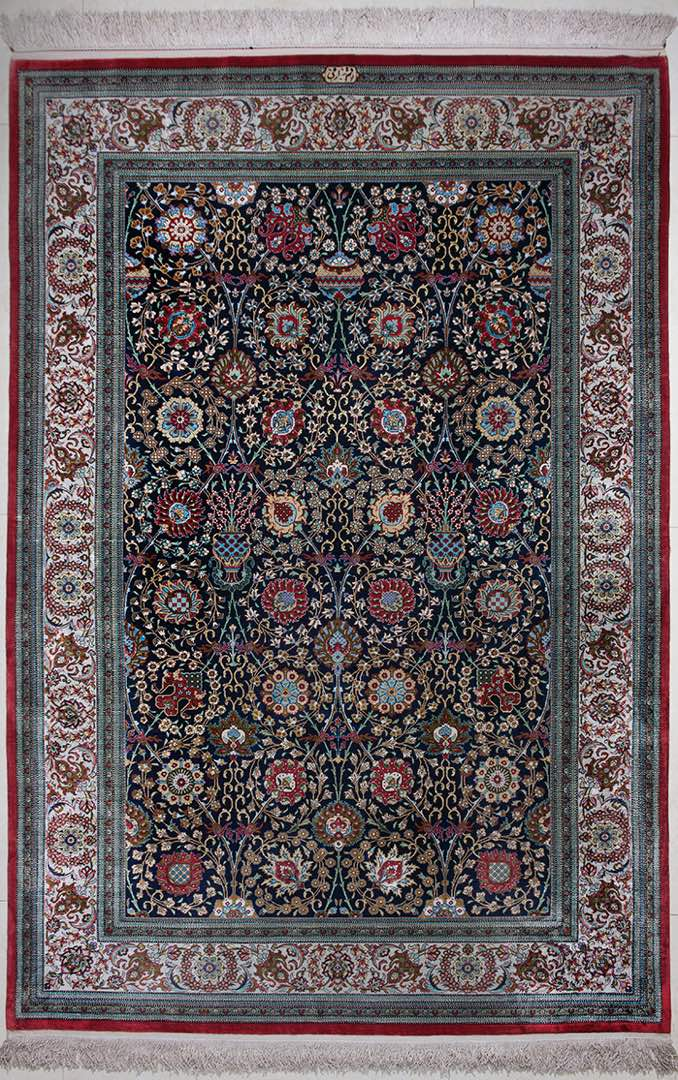
قالی قم

## پیشینه
در قم نیز همانند سایر نواحی ایران، قالیبافی و تولید قالی‌های پشمی از گذشته‌های دور به صورت محدود رواج داشته ولی دارای طرح و نقش مستقلی نبوده‌است.